# سيلفيو مارزالوني
سيلفيو مارزالوني (بالإسبانية: Silvio Marzolini)‏ (مواليد 4 أكتوبر 1940) هو لاعب كرة قدم. لعب مع منتخب الأرجنتين لكرة القدم، وسبق له أن لعب في كأس العالم لكرة القدم مع منتخب بلاده.

## مسيرته الكروية
لعب سيلفيو مارزالوني خلال مسيرته الاحترافية مع ناديين في أربعة عشر موسمًا وسجل خلالها 9 أهداف ضمن 388 مباراة. ولم يفز بأي موسم بالكأس وفاز في خمسة مواسم بالدوري.
خاض سيلفيو مارزالوني مسيرته مع نادي فيرو كاريل أويستي ما بين عامي 1959 و1960 لمدة موسم واحد، مشاركًا في 23 مباراة ولم يسجل أي هدف. ثم انتقل إلى نادي بوكا جونيورز في موسم 1960 ليلعب معه ثلاثة عشر موسمًا، حيث شارك في 365 مباراة سجل خلالها 9 أهداف.

## روابط خارجية
- سيلفيو مارزالوني على موقع الاتحاد الدولي (مؤرشف)  (الإنجليزية)
- سيلفيو مارزالوني على موقع قاعدة بيانات كرة القدم.إي يو (الإنجليزية)
- سيلفيو مارزالوني على موقع ناشيونال فوتبول تيمز (الإنجليزية)
- سيلفيو مارزالوني على موقع Soccerway.com (الإنجليزية)